# Colophon oweni
Colophon oweni es una especie de coleóptero de la familia Lucanidae.

## Distribución geográfica
Habita en Sudáfrica.